# Cines Martí (València)
Els Cines Martí foren unes sales de cinema de la ciutat de València que estigueren en funcionament des del 1964 fins al 2005. Situats a l'Avinguda del Regne de València, entre els cèntrics barris de Russafa i l'Eixample, van esdevenir la seu principal de la Mostra de València als anys 80 del segle xx.
Els germans Martí, propietaris d'una nau en la part central d'una gran illa d'edificis de l'Eixample de la ciutat que fins al moment havia servit d'aparcament, decidiren diversificar el seu negoci i encarregaren a l'arquitecte Carlos Soler López la construcció i disseny d'una nova sala de cinema. La nova sala de cinema va ser inaugurada al desembre de 1964 amb la pel·lícula Becket. Altres sales van obrir aquell any a la ciutat, com els cines Serrano i Artis, al carrer Calvo Sotelo (actual Russafa), mostra de l'efervescència cultural i econòmica de l'època.
La primera sala dels Cines Martí comptava amb una amplíssima platea dividida en dos nivells amb un aforament de 2000 butaques, convertint-se en aquella època en la més gran de la ciutat i una de les de major capacitat d'Espanya, estant dotada per a projecció de pel·lícules de 70 mm., sistema Todd-Ao amb pantalla circular de 23 metres i so d'alta fidelitat. Durant esta primera etapa, al Cine Martí es van estrenar clàssics com ara Moll Flanders (Terence Young, 1965); Boccaccio 70 (Fellini, De Sica, Minicelli i Visconti, 1962) i El poder del deseo (Juan Antonio Bardem, 1975). L'espectacular escenari també va servir per a acollir grans concerts de music-hall, com el de Sara Montiel i com el recital d'una aleshores jove actriu Ángela Molina.
L'estiu del 1976 s'escomet una reforma que divideix la gran sala en quatre sales més reduïdes però amb més capacitat d'aforament i més oferta, a més d'integrar-hi una cafeteria i unes escales mecàniques, molt novedoses per a la ciutat. Així, l'antic Cine Martí passà a anomenar-se Cines Martí, el primer multisala de València. L'èxit el convertiren en seu del certamen cinematogràfic de la Mostra del Cinema del Mediterrani a partir dels anys 80.
Al final de la dècada del 1980, els propietaris traspassaren el negoci a la família Pechuán i en canviaren el nom, que passà a ser ABC Martí, i reformaren el complex redistribuint-ne les sales, que passaren a ser-ne 8, més menudes, inaugurades el juny 1990. En aquesta època, els Pechuán van donar un gir clau a la programació, incloent-hi pel·lícules en versió original de cinema europeu, amb predomini de la producció francesa.
Amb l'inici del segle XX i les sales de cinema vivint una greu crisi, dos famílies, propietàries de les principals sales de cinema de la ciutat, s'agermanaren mitjançant l'anomenada Unió de Cinemes del Centre (l'extingida mercantil Unió de Cinemes Centre, S.L.) per tal de coordinar les programacions dels cinemes ABC... Park i Lys, combinant també les seues taquilles, l'exhibició i compres i generant un autèntic monopoli entre els dos operadors del centre de la ciutat.
Finalment els Cines Martí tancaren les seues portes el 15 de gener de 2005. El 2025, després de 20 anys de degradació de l'edifici, s'anuncià la seua demolició per a la construcció d'un nou edifici d'habitatges.